# Efraín Schacht Aristeguieta
Efraín Schacht Aristeguieta (1921-2007) fue un político venezolano, ministro de Relaciones Exteriores y posteriormente secretario de la Presidencia en el primer gobierno de Carlos Andrés Pérez. Fue el primer Presidente del Colegio de Estudios Internacionales de Venezuela.

## Primeros años
Efraín Schacht Aristeguieta nació en Caracas en 1921. Egresó como doctor en Ciencias Políticas y Sociales de la Universidad Central de Venezuela, ejerciendo como profesor y jefe de la Cátedra de Derecho Internacional Público.
En 1966 fue electo como miembro de la Academia de Ciencias Políticas y Sociales de Venezuela, incorporándose a partir de 1968.

## Carrera política

### Ministro de Relaciones Exteriores
Fue nombrado ministro de Relaciones Exteriores por Carlos Andrés Pérez en 1974.
La segunda sesión de la Tercera Conferencia de las Naciones Unidas sobre el Derecho del Mar (Confemar III) fue clausurada en Caracas el 29 de agosto de 1974 por Efraín Schacht Aristeguieta y Hamilton Shirley Amerasinghe, representante permanente de Sri Lanka ante la Organización de las Naciones Unidas y presidente de la conferencia. La gestión de Schacht Aristeguieta como canciller resultó en el restablecimiento de las relaciones con China en 1974 y la inauguración de la embajada china en Venezuela ese año, enviando cada país sus respectivos embajadores en 1975.

### Secretario de la Presidencia
Fue nombrado Secretario General de la Presidencia de la República de Pérez en 1975.

## Fallecimiento
Efraín Schacht Aristeguieta falleció el 6 de febrero de 2007.

## Obras
- Simón Bolívar. Ensayo Biográfico
- Dr. Fermín Toro. Ensayo Biográfico
- Elementos de Derecho Internacional Público
- El asilo diplomático y los militares en servicio activo
- Nuestra Guayana Esequiba